# Piigaste
Piigaste – wieś w Estonii, w prowincji Põlva, w gminie Kõlleste.